# 相馬邦道
相馬 邦道（そうま くにみち）は、日本の歯学者・歯科医師。東京医科歯科大学名誉教授。東京医科歯科大学大学院医歯学総合研究科口腔機能再構築学系専攻口腔機能発育学講座咬合機能矯正学分野（元歯科矯正学第一講座）教授。元日本矯正歯科学会会長。

## 経歴
1968年東京医科歯科大学卒業、1972年同大学院修了、1992年より同大学教授に就任、2008年に名誉教授。
1972年東京医科歯科大学より歯学博士の学位を取得、学位論文の題は「頭部X線規格写真上での類似法による成長予測の検討｝。

## 著書
- 相馬邦道 他 著、福原達郎、黒田敬之 編『歯科矯正マニュアル』南山堂、1996年。ISBN 4525832134。
- 相馬邦道 他 著、佐藤温重 編『歯科材料の副作用と安全性』学建書院、1997年。ISBN 978-4-7624-0602-7。
- 相馬邦道 他 著、石橋, 克禮、井上, 宏、亀山, 洋一郎 編『臨床医のための顎関節疾患入門』永末書店、1998年。ISBN 978-4-8160-1066-8。
- 相馬邦道 他 著、第100回日本補綴歯科学会記念大会出版委員会 編『健康科学における歯科補綴学 : 21世紀に目指すもの』日本補綴歯科学会、1999年。 NCID BA42180274。
- 相馬邦道 他 著、厚生科学研究「口腔保健と全身的な健康状態の関係」運営協議会 編『口腔保健と全身的な健康状態の関係について』口腔保健協会〈伝承から科学へII〉、2000年7月15日。ISBN 978-4896051629。
- 相馬邦道 他『歯科矯正学』（第4版）医歯薬出版、2001年4月。ISBN 978-4-263-45514-2。
- 藤田幸弘、相馬邦道 著「第6章 顎関節症における咬合再構成上の留意点 3.矯正治療」、森本, 俊文、松矢, 篤三; 野首, 孝祠 ほか 編『顎関節症入門』医歯薬出版、2001年10月20日。ISBN 978-4-263-44130-5。
- 日本接着歯学会 編『接着歯学　Minimal Interventionを求めて』監修 野口八九重、藤井辨次、細田裕康、山下敦 編集委員 熱田充、荒木吉馬、小野瀬英雄、柏田聰明、河野篤、佐野英彦、鈴木一臣、福島俊士、安田登、医歯薬出版、2002年4月20日。ISBN 978-4-263-44135-0。
- 相馬邦道 他『顎関節症』（日本顎関節学会）永末書店、2003年3月31日。ISBN 978-4-8160-1121-4。
- 相馬邦道、飯田順一郎、山本照子、葛西一貴、後藤滋巳 編『歯科矯正学』（第5版）医歯薬出版、2008年3月25日。ISBN 978-4-263-45615-6。

## 所属団体
- 日本歯科医学会 元常任理事[4]
- 日本歯学系学会協議会 元社員[5]
- 日本矯正歯科学会 元会長[2][6]
- 東京矯正歯科学会 元理事[6]
- 日本歯科医学教育学会 元評議員[6]
- 日本顎口腔機能学会 元常任理事[6]
- 顎顔面バイオメカニクス学会 元理事[6]
- 日本顎関節学会 名誉会員[7]、元理事[6]
- 日本接着歯学会 元理事[6]
- 日本ME学会[6]
- 日本統計学会[6]
- 歯科人類学会[6]
- 日本顎変形症学会[6]
- 日本骨代謝学会[6]
- 日本口蓋裂学会[6]
- 歯科基礎医学会[6]
- 口腔病学会 元理事[6]
- 国際歯科研究学会
- アメリカ矯正歯科学会[6]
- European Orthodontic Society[6]
- British Orthodontic Society[6]
- 大阪大学大学院歯学研究科　顎顔面口腔矯正学教室 非常勤講師[8]

| 学職                                                           | 学職 | 学職                           |
| -------------------------------------------------------------- | --- | ------------------------------ |
| 先代 三浦不二夫 （歯科矯正学第一講座教授） 第2代 1962年-1991年 | 東京医科歯科大学大学院医歯学総合研究科口腔機能再構築学系専攻 口腔機能発育学講座咬合機能矯正学分野教授 第3代 1992年-2008年 | 次代 小野卓史 第4代 2010年-    |
| 先代 丸山剛郎 第16回 1998年9月                                 | 日本顎口腔機能学会学術大会 大会長 第17回 1998年12月                                                                       | 次代 赤川安正 第18回 1999年4月 |